# Gynoplistia romae
Gynoplistia romae är en tvåvingeart som beskrevs av Alexander 1930. Gynoplistia romae ingår i släktet Gynoplistia och familjen småharkrankar. Inga underarter finns listade i Catalogue of Life.